# Estação Hospital Sótero del Río
A Estação Hospital Sótero del Río é uma das estações do Metrô de Santiago, situada em Santiago, entre a Estação Elisa Correa e a Estação Protectora de la Infancia. Faz parte da Linha 4.
Foi inaugurada em 30 de novembro de 2005. Localiza-se na Avenida Concha y Toro. Atende a comuna de Puente Alto.